# Zhang Xiaodong
Zhang Xiaodong (chinesisch 张小冬; * 4. Januar 1964) ist eine ehemalige chinesische Windsurferin.

## Erfolge
Zhang Xiaodong nahm an den Olympischen Spielen 1992 in Barcelona teil, bei denen sie den zweiten Platz belegte. Sie gewann damit hinter Barbara Kendall und vor Dorien de Vries die Silbermedaille, was die erste Medaille eines chinesischen Segelsportlers bei Olympischen Spielen war. Bereits zwei Jahre zuvor hatte sie die Goldmedaille bei den Asienspielen in Peking gewonnen.